# ABX Logistics
ABX Logistics (anfangs ABX Transport) war eines der weltweit größten Speditionsunternehmen für Luft- und Seefracht und in Europa eines der zehn größten Straßentransportunternehmen. Der in Brüssel beheimatete Konzern ging 2008 im dänischen Transport- und Logistikunternehmen DSV A/S auf, wobei unter dem Namen ABX Logistics weiterhin Tochterunternehmen von DSV firmieren.

## Unternehmensgeschichte
ABX Logistics wurde im Jahr 1993 unter dem Namen ABX Transport als Tochterunternehmen von der Belgischen Eisenbahn (NMBS/SNCB) gegründet, um Transportleistungen auch abseits der Schiene anbieten zu können.

### Expansion durch Akquisitionen
Ab den späten 1990er Jahren vergrößerte sich ABX Logistics unter Federführung des geschäftsführenden Verwalters Etienne Schouppe und von CEO Jean-Louis Dermaux rapide durch den Erwerb von Konkurrenten. Unter anderem wurden 1998 die deutschen Unternehmen Thyssen Haniel Logistik von der Thyssen-Tochter Thyssen Handelsunion AG und Bahntrans (ein Joint Venture der Thyssen Handelsunion AG mit der Deutschen Bahn) mit zusammen 7.500 Mitarbeitern übernommen. 1999 erwarb ABX Logistics 90 % des italienischen Unternehmens Saima Avandero mit 1.400 Mitarbeitern und im Jahr 2000 schloss man die Integration des französischen Dubois-Konzerns mit 3.600 Mitarbeitern ab. Ziel der Akquisitionen war der Aufbau eines europäischen Netzes für Stückgutverkehre.

### Steigendes Defizit
Dem Unternehmen mangelte es jedoch seit seiner Gründung an Rentabilität; vor allem verursachten sich in den 1990er Jahren ausweitende Überkapazitäten im europäischen Transportwesen allgemein fallende Preise. Für 2002 wurde laut Presseangaben ein Nettoverlust von 254 Mio. Euro verbucht, für 2003 soll er noch 70 bis 80 Mio. Euro betragen haben – bei einem Umsatz von 2,5 Mrd. Euro. Seitens privatwirtschaftlicher Verbände wurde die Quersubventionierung des Geschäftsbetriebs von ABX Logistics kritisiert und schließlich von der Europäischen Kommission für wettbewerbsverzerrend erklärt.
Obgleich ABX Logistics hoch defizitär operierte, hielt das Management auf der Suche nach Synergien an der Expansionsstrategie fest. Das Unternehmen steuerte dadurch immer weiter in eine finanzielle Schieflage.

### Sanierungsinitiative
2002 wurde ABX Logistics aus der SNCB herausgelöst und in eine eigene Holding ausgegliedert, nachdem die belgische Vizepremier- und Verkehrsministerin Isabelle Durant im Konflikt mit Etienne Schouppe auf eine Veräußerung des Unternehmens drängte. Im Zuge dessen musste Schouppe den von ihm 2001 übernommenen Posten des CEO räumen. Zu seinem Nachfolger wurde Laurent Levauxs bestimmt. Mit Hilfe von Verkäufen defizitärer Tochterunternehmen und einer mit der EU-Kommission abgestimmten Kapitalzufuhr in Höhe von 250 Mio. Euro sollte ABX Logistics nun saniert und für einen Verkauf vorbereitet werden. 2003 wurde zum Beispiel der französische Unternehmensbereich für einen Euro an das ehemalige Dubois-Management verkauft und der abgestoßenen Tochtergesellschaft zugleich rund 220 Mio. Euro an Schulden erlassen. 2005 wurde erstmals in der Unternehmensgeschichte ein operativer Gewinn erzielt, aufgrund des negativen Deutschlandgeschäfts verblieb aber weiterhin ein Nettoverlust. Zu diesem Zeitpunkt war ABX Logistics mit rund 368 Mio. Euro verschuldet, innerhalb weniger Monate waren 3.000 von 15.000 Arbeitsplätzen gestrichen worden. Die Verschuldung des Mutterkonzerns SNCB hatte sich innerhalb eines Jahres von 6 Mrd. auf 8,3 Mrd. Euro ausgeweitet.
Für die deutschen Speditionsniederlassungen von ABX Logistics fand sich kein Käufer. Um sich des defizitären Deutschlandgeschäfts zu entledigen, wurde Anfang 2006 für die betreffenden ABX-Standorte eine Kooperation mit dem mittelständischen Speditionsverbund CargoLine vereinbart, der damit zur größten Stückgutkooperation in Deutschland aufstieg. Mehrere ABX-Niederlassungen fusionierten mit CargoLine oder dessen Partnerunternehmen, während die übrigen vom Kooperationsnetzwerk als Joint Venture weitergeführt wurden. Die deutsche Kontraktlogistiksparte wurde an Loxxess veräußert.

### Privatisierung
Im August 2006 übernahm das britische Private-Equity-Unternehmen 3i ABX Logistics für 80 Mio. Euro. Hiervon sollten 70 Mio. Euro in ABX Logistics investiert werden, während lediglich 10 Mio. Euro für den Kauf der Unternehmensanteile und erwartete finanzielle Verpflichtungen tatsächlich an SNCB übertragen wurden. Im Jahr zuvor wurde der Unternehmenswert gemeinsam von der SNCB Holding und 3i auf „annähernd 300 Mio. Euro“ taxiert. Zum Zeitpunkt der Übernahme war ABX Logistics verschiedener Angaben zufolge noch mit etwa 200 bis 250 Mio. Euro verschuldet – größtenteils gegenüber der SNCB. Dass sich diese im Zuge des Verkaufs zum Abbau des größten Teils der finanziellen Verbindlichkeiten, die letztlich mit Hilfe staatlicher Beihilfe gedeckt wurden, verpflichtete, sorgte für öffentliche Empörung, zumal im Laufe der vorangegangenen zehn Jahre insgesamt bereits rund 1,5 Mrd. Euro an Steuergeldern in ABX Logistics geflossen waren. Zu diesem Zeitpunkt hatte ABX Logistics ca. 10.000 Mitarbeiter und das Unternehmen erwirtschaftete einen Umsatz von rund 2,5 Mrd. Euro. Der belgische Unternehmensbereich wurde separat für 23 Mio. Euro an General Logistics Systems verkauft; GLS stieg damit zum Marktführer im Paketvertrieb in Belgien auf.
2007 erwirtschaftete ABX Logistics mit 17,8 Mio. Euro erstmals in seiner Unternehmensgeschichte einen Nettogewinn. Im Jahr darauf wurde ABX Logistics bei einem Unternehmenswert von 750 Mio. Euro an DSV veräußert. Die noch existierenden deutschen ABX-Filialen wurden infolge der Übernahme aus dem Kooperationsverbund CargoLine herausgelöst.
Zum Zeitpunkt der Fusion erwirtschaftete ABX Logistics einen Umsatz von rund 1,8 Mrd. Euro, war in nahezu 100 Ländern tätig und beschäftigte mehr als 6.500 Mitarbeiter in 35 Ländern.

## Verstöße gegen Wettbewerbsrecht
ABX Logistics war in mehrere Verstöße gegen Wettbewerbsrecht involviert. 2012 verurteilte die Europäische Kommission ABX Logistics für Verstöße eines französischen Tochterunternehmens gegen europäisches Wettbewerbsrecht im Zeitraum von 2003 bis 2004 zu einer Geldstrafe in Höhe von 379.000 Euro. Aufgrund von Verstößen gegen italienisches Wettbewerbsrecht im Zeitraum von 2002 bis 2007 durch Saima Avandero wurde 2011 zuerst eine Strafe von 23,6 Mio. Euro ausgesprochen, die im folgenden Jahr auf 19,7 Mio. Euro reduziert wurde. In den USA soll ABX Logistics an illegalen Preisabsprachen mit anderen Logistikunternehmen beteiligt gewesen sein. Gegen eine Zahlung in Höhe von 3,5 Mio. US-Dollar wurde das Verfahren gegen ABX Logistics 2013 eingestellt. Auch in Österreich war ABX Logistics bis 2007 mit einer Tochtergesellschaft in geringem Umfang in Kartellabsprachen verwickelt.